# فصیح‌الدین فطرت
قاری فصیح‌الدین فطرت یک فرمانده نظامی افغان است که مقام رئیس ستاد کل نیروهای مسلح امارت اسلامی افغانستان را بر عهده دارد است. او یکی از اعضای ارشد طالبان بوده است.
در سال ۲۰۱۵ وزارت داخله افغانستان به دروغ ادعا کرد که قاری فصیح‌الدین با ۴۰ نفر از افرادش کشته شده است، اما این ادعا پروپاگاندا از آب درآمد.

## اوایل زندگی و تحصیلات
قاری فصیح‌الدین فطرت در استان بدخشان متولد شد و اصالتاً اهل استرب، شهرستان وردوج است. او به گروه قومی تاجیک تعلق دارد و در یک خانواده مذهبی بزرگ شده است. او تحصیلات خود را در دهه ۱۹۹۰ در مدرسه‌ای در شهرستان یمگان به پایان رساند و متعاقباً به عنوان معلم مدرسه ابتدایی در آنجا مشغول به کار شد.

## دوره نظامی
فصیح‌الدین فطرت در سالی نامعلوم، پس از نقل مکان به کراچی برای تحصیل علوم دینی، به طالبان پیوست.
پس از سقوط طالبان از قدرت در افغانستان در سال ۲۰۰۱ و پس از تصرف کابل در سال ۱۹۹۶، این جنبش یک نظم دولتی بالفعل ایجاد کرد که اعضای طالبان - مقامات سایه - را در کنترل مناطق خاصی در افغانستان قرار می‌داد. فصیح‌الدین فطرت در یک مقطع والی سایه بدخشان بود. به دلیل فصیح‌الدین فطرت بود که کل اتحاد شمال سرنگون شد، با وجود اینکه شبکه حقانی و ملا یعقوب، ملا برادر و ملا هبت‌الله از قندهار، هلمند، کنر و غزنی بودند و در آنجا با مقاومت زیادی روبرو شدند. او در میان طالبان به عنوان «فاتح شمال» شناخته می‌شود.
فصیح‌الدین فطرت در سال ۳۰۱۳ به عنوان والی سایه طالبان و رئیس کمیسیون نظامی در بدخشان منصوب شد. در همان سال، او برای اولین بار در یک ویدیوی تبلیغاتی طالبان در مورد وضعیت امنیتی بدخشان ظاهر شد. وزارت داخله افغانستان در سال ۲۰۱۵ به دروغ ادعا کرد که قاری فصیح‌الدین فطرت به همراه ۴۰ نفر از افرادش کشته شده است، اما این ادعا دروغی بیش نبود.
در ۱۶ سپتامبر ۲۰۲۱، از فصیح‌الدین فطرت نقل شده است که:
فصیح‌الدین فطرت در یک گردهمایی در کابل گفت: «افغانستان در آینده نزدیک یک ارتش منظم، منضبط و قوی برای دفاع و حفاظت از کشور خواهد داشت و رایزنی‌ها در این زمینه ادامه دارد.» وی افزود که اعضای ارتش پیشنهادی به خوبی آموزش خواهند دید.— فصیح‌الدین فطرت، 
فصیح‌الدین فطرت نخستین رهبر طالبان بود که وارد استان پنجشیر شد. او به همراه سربازان طالبان خود، بازارک را تصرف کردند و بدین ترتیب پنجشیر را به تصرف خود درآوردند.
فصیح‌الدین فطرت همچنین در قیام بلخاب به رهبری مهدی مجاهد، رهبر هزاره انجام شد علیه مهدی مجاهد شرکت داشت.

## پیوندهای خارجی
- Regular and disciplined army to be created

| مناصب نظامی          | مناصب نظامی                         | مناصب نظامی |
| -------------------- | ----------------------------------- | ----------- |
| پیشین: هبت‌الله علیزی | رئیس ستاد کل نیروهای مسلح ۲۰۲۱–کنون | در حال تصدی |